# Liste der Baudenkmäler in Kraftisried

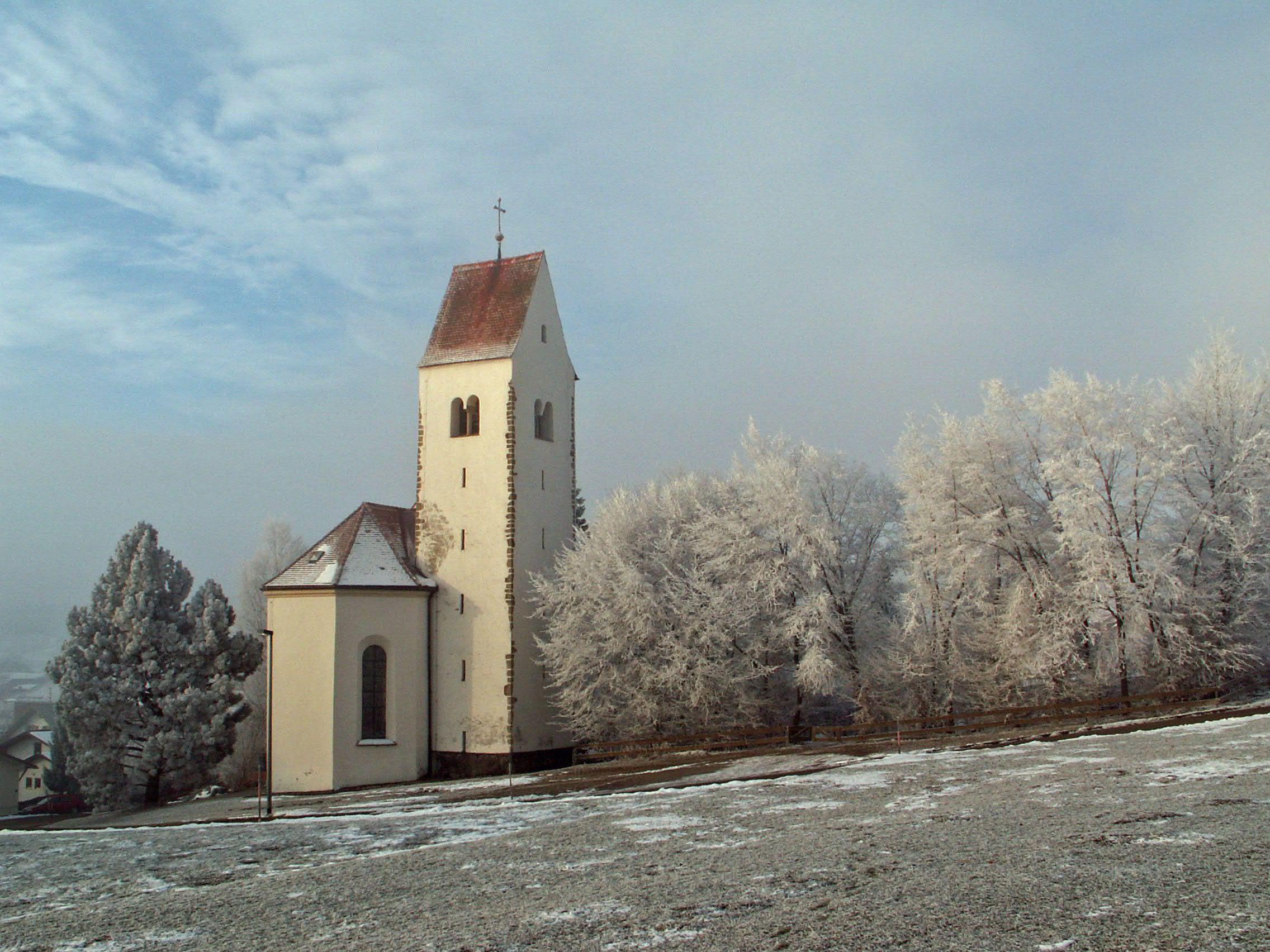
Kraftisried

Auf dieser Seite sind die Baudenkmäler in der schwäbischen Gemeinde Kraftisried zusammengestellt. Diese Tabelle ist eine Teilliste der Liste der Baudenkmäler in Bayern. Grundlage ist die Bayerische Denkmalliste, die auf Basis des Bayerischen Denkmalschutzgesetzes vom 1. Oktober 1973 erstmals erstellt wurde und seither durch das Bayerische Landesamt für Denkmalpflege geführt wird. Die folgenden Angaben ersetzen nicht die rechtsverbindliche Auskunft der Denkmalschutzbehörde.

## Baudenkmäler nach Ortsteilen

### Kraftisried
| Lage                     | Objekt                           | Beschreibung | Akten-Nr.    | Bild           |
| ------------------------ | -------------------------------- | --- | ------------ | -------------- |
| Hauptstraße 6 (Standort) | Bauernhaus                       | mit geknickten Bügen und Fachwerkgiebel unter Putz, im Kern 18. Jahrhundert, erneuert.                               | D-7-77-144-2 | Bauernhaus     |
| Kirchenweg 16 (Standort) | Filialkirche St. Maria Magdalena | Katholische Filialkirche St. Maria Magdalena, erbaut gegen 1500, barockisiert und umgebaut 1701/02; mit Ausstattung. | D-7-77-144-5 | weitere Bilder |

### Raiggers
| Lage                  | Objekt                         | Beschreibung | Akten-Nr.    | Bild           |
| --------------------- | ------------------------------ | ------------ | ------------ | -------------- |
| Raiggers 6 (Standort) | Katholische Kapelle Maria Hilf | erbaut 1645. | D-7-77-144-6 | weitere Bilder |

### Schweinlang
| Lage                      | Objekt             | Beschreibung | Akten-Nr.     | Bild           |
| ------------------------- | ------------------ | --- | ------------- | -------------- |
| Schweinlang 15 (Standort) | Kapelle St. Joseph | Katholische Kapelle St. Joseph, erbaut 1681; mit Ausstattung.                                                                                               | D-7-77-144-7  | weitere Bilder |
| Schweinlang 23 (Standort) | Bauernhaus         | Obergeschoss, Wohnteil, verputzter Ständerbau mit profilierten Kopfbügen, im Kern Anfang 18. Jahrhundert                                                    | D-7-77-144-8  | Bauernhaus     |
| Schweinlang 25 (Standort) | Hausfigur          | Kruzifix mit arma sacra, 19. Jahrhundert | D-7-77-144-9  | Hausfigur      |
| Aufm Krummen (Standort)   | Kapelle            | kleiner Saalbau mit rustizierten Ecken, mit Halbrundapsis und Schopfwalmdach, im Inneren Nachbildung der Grotte in Lourdes, letztes Viertel 19. Jahrhundert | D-7-77-144-12 | Kapelle        |

### Westerried
| Lage                    | Objekt          | Beschreibung                                                                   | Akten-Nr.     | Bild           |
| ----------------------- | --------------- | ------------------------------------------------------------------------------ | ------------- | -------------- |
| Westerried 4 (Standort) | Antoniuskapelle | Katholische Kapelle St. Antonius, Zentralbau, 1714 errichtet; mit Ausstattung. | D-7-77-144-11 | weitere Bilder |